# Pullenreuth
Pullenreuth é um município da Alemanha, situado no distrito de Tirschenreuth, no estado da Baviera. Tem 43,16 km² de área, e sua população em 2019 foi estimada em 1.663 habitantes.